# لويزا غاليولينا
لويزا غاليولينا (بالروسية: Луиза Галиулина) هي لاعبة جمباز فني أوزبكستانية ولدت في يوم 23 يونيو 1992 في طشقند. أبرز انجازاتها كان فوزها بميداليتين برونزيتين في دورة الألعاب الآسيوية 2010 في غوانغجو في منافسة منصة التوازن ومنافسة الجماعي. تم منعها من المشاركة في الألعاب الأولمبية الصيفية 2012 في لندن بعد ثبات تناولها للمنشطات.